# Oxytropis meinshauseni
Oxytropis meinshauseni är en ärtväxtart som beskrevs av Alexander Gustav von Schrenk. Oxytropis meinshauseni ingår i släktet klovedlar, och familjen ärtväxter. Inga underarter finns listade i Catalogue of Life.